# Крок месје
Крок месје (фр. croque-monsieur) је врућ сендвич пореклом из Француске. Сендвич се састоји од хлеба, шунке и сира који се након састављања тостира. Постоје различите варијанте овог сендвича. Неки су премазани путером, јогуртом, бешамел сосом или понуђени заједно са прженим јајетом на око ( онда рецепт мења назив и постаје „крок мадам”.

## Порекло
Први пут би се појавио 1910. године на менију париског кафеа, на углу булевара Капуцина. Порекло речи остаје непознато, иако су неки развили неколико теорија. Највешћа теорија коју је лично Бистро кафа покренула, у шали, је да је месо у сендвичу људско месо. Наравно то је била само шала.

## Варијанте
- Хлеб, понекад тостиран, може бити уваљан у умућена јаја пре него што ће бити тостиран са свим осталим намирницама.
- Cложенијa варијантa je служење са бешамел сосом .

Додавање или замена састојка довела је до других варијанти, као што су   :
- Провансални крок (са парадајзом);
- Нормански крок (са јабукама и сиром);
- Слатки крок (пуњење је замењено бананом и чоколадним прахом);
- Хавајси крок (са кришком ананаса);